# فوروات الفلوتيكازون/فيلانتيرول
فوروات الفلوتيكازون/فيلانتيرول (الأسماء التجارية: Breo Ellipta و Relvar Ellipta) هو توليفة دوائية تستعمل لعلاج داء الانسداد الرئوي المزمن والربو. يحتوي على فوروات الفلوتيكازون، وهو كورتيكوستيرويد مستنشق، وفيلانتيرول، وهو ناهض بيتا-2 أدرينالي فوق طويل المفعول.
حصل على ترخيص إدارة الغذاء والدواء الأمريكية في عام 2013 لعلاج داء الانسداد الرئوي المزمن بضمنها التهاب القصبات المزمن والنفاخ الرئوي.[ وحاصل على ترخيص وكالة الأدوية الأوروبية خطا ثانيا في علاج داء الانسداد الرئوي المزمن والربو.
رغم ذلك، فهنالك ملاحظات حول استعمال ناهضات بيتا الأدرينالية طويلة المفعول مثل فيلانتيرول والتي تزيد من خطر الوفاة بسبب الربو.

## روابط خارجية
- Breo Ellipta (fluticasone furoate and vilanterol inhalation powder) - الموقع الرسمي
- Breo Ellipta (fluticasone furoate and vilanterol) Inhalation Powder, for Oral Inhalation. U.S. Full Prescribing Information